# La Tour-Saint-Gelin

La Tour-Saint-Gelin este o comună în departamentul Indre-et-Loire, Franța. În 1 ianuarie 2022 avea o populație de 502 de locuitori.